# Onthophagus protuberans
Onthophagus protuberans là một loài bọ cánh cứng trong họ Bọ hung (Scarabaeidae).